# Grzegorz Mielczarek
Grzegorz Mielczarek (ur. 16 września 1977 w Kępnie) – polski aktor filmowy i teatralny.
Absolwent PWST w Krakowie (2003). W 2008 roku uzyskał stopień doktora, a w 2017 roku doktora habilitowanego nauk teatralnych. W latach 2008–2012 i ponownie od 2021 roku pełnił funkcję prodziekana Wydziału Aktorskiego tej uczelni. 22 kwietnia 2024 roku został wybrany na stanowisko rektora AST w Krakowie w kadencji 2024–2028.
W latach 2003–2016 aktor Teatru im. Juliusza Słowackiego Krakowie – na jego deskach zadebiutował w 2001 rolą Mnicha w spektaklu Abelard i Heloiza Vaillanda (reż. A. Duda-Gracz). Występował także w między innymi w Kochanku Harolda Pintera, w Biesach Fiodora Dostojewskiego, Obcym Alberta Camusa, Intymności Hanifa Kureishiego. W latach 2017–2019 pracował w Teatrze Polskim w Warszawie, a od 2020 roku pracuje w Starym Teatrze im. Heleny Modrzejewskiej w Krakowie.

## Nagrody
- 2003 – Nagroda Sekcji Teatrów Dramatycznych ZASP za rolę Duhringa w spektaklu „Maestro”, dyplomie PWST w Krakowie na XXI Festiwalu Szkół Teatralnych w Łodzi.
- 2003 – Nagroda za rolę Duhringa w spektaklu „Maestro” na II Międzynarodowym Festiwalu Szkół Teatralnych w Warszawie.
- 2004 – Stypendium Twórcze Miasta Krakowa.
- 2005 – Nagroda za najlepszą rolę w spektaklu „Życie w teatrze” Dawida Mameta na Festiwalu Komedii Talia w Tarnowie.
- 2010 – Wyróżnienie aktorskie za główną rolę Piotra w filmie „Brzydkie słowa” (wł.etiuda fabularna) na Festiwalu Filmowym i Artystycznym „Lato Filmów” w Warszawie.
- 2014 – Nagroda Teatralna Rady Miasta Krakowa im. Stanisława Wyspiańskiego
- 2021 – Nagroda Rektora AST II stopnia

## Filmografia
- 2002–2010: Samo życie jako prezes Krynicki (gościnnie)
- 2003: Pogoda na jutro obsada aktorska
- 2005: Zakochany Anioł jako zbir
- 2009: Dom nad rozlewiskiem jako Zygmunt Kalinowski
- 2009: Majka jako mecenas Wojciech Kotowski
- 2010: Święty interes jako ksiądz
- 2010: Mistyfikacja jako kelner w Krakowie
- 2011: Na dobre i na złe jako Damian Iwański, mąż Julii (odc. 448)
- 2011: Głęboka woda jako Irek (odc. 1)
- 2011: Julia jako Krzysztof Baran, mąż Katarzyny
- 2013: Chce się żyć jako Krzysztof, wychowawca w ośrodku
- 2014: Obywatel jako porucznik
- 2015: Pakt jako notariusz Marek Szulc
- 2016: Na noże jako lekarz dentysta
- 2016: Jestem mordercą jako Piotr Konieczny
- 2017: Reakcja łańcuchowa jako promotor
- 2017: Na dobre i na złe jako Wojtek (odc. 676)
- od 2018: Barwy szczęścia jako Kazik, ojciec Zuzi
- 2018: Autsajder jako Tadeusz
- 2020: Mały zgon jako Amadeusz, oficer SW
- 2022: Prawdziwe życie aniołów jako rehabilitant
- 2022: Ojciec Mateusz jako mecenas Korzycki
- 2022: Kres niewinności jako redaktor naczelny Bogdan Kotowicz
- 2022: Niebezpieczni dżentelmeni jako Karol Szymanowski